# Kuhlia caudavittata
Kuhlia caudavittata är en fiskart som först beskrevs av Lacepède 1802.  Kuhlia caudavittata ingår i släktet Kuhlia och familjen Kuhliidae. Inga underarter finns listade i Catalogue of Life.